# Frans-Guinee
Frans-Guinee (Frans: Guinée française) of Frans-Guinea was van 1891 tot 1958 een kolonie in Frans-West-Afrika. Frans-Guinee werd onder deze naam opgericht in 1891, binnen dezelfde grenzen als de eerdere Franse kolonie Rivières du Sud (1882–1891). Voor 1882 maakten de kustgebieden van Guinee deel uit van de Franse kolonie Senegal.
De hoogste Franse bestuurder had de rang van luitenant-gouverneur; hij legde verantwoording af aan de gouverneur-generaal in Dakar. Vanaf 1895 maakte Frans-Guinee deel uit van Frans-West-Afrika.
In 1958 werd Frans-Guinee onafhankelijk onder de naam Guinee.